# Prêmio Contigo! Online 2018
Prêmio Contigo! Online 2018

1 de março de 2019
Novela:
As Aventuras de Poliana
Série:
Mister Brau
Atriz – Novela:
Marina Ruy Barbosa
Ator – Novela:
Dudu Azevedo
Cantora:
Iza
Cantor:
Wesley Safadão
Prêmio Contigo! de TV 

← 2017  ·  2019 →
O Prêmio Contigo! Online de 2018 é a segunda edição online feita pela revista Contigo!, para premiar os melhores do ano de 2018. 

## Resumo
| Programa                | Indicações | Prêmios |
| ----------------------- | ---------- | ------- |
| Segundo Sol             | 16         | 0       |
| O Outro Lado do Paraíso | 10         | 1       |
| Deus Salve o Rei        | 6          | 1       |
| As Aventuras de Poliana | 4          | 4       |
| Jesus                   | 4          | 1       |
| Carinha de Anjo         | 2          | 0       |
| Orgulho e Paixão        | 2          | 0       |
| Jornal Nacional         | 2          | 0       |
| Jornal Hoje             | 2          | 0       |

## Vencedores e indicados
| Melhor Novela | Melhor Série ou Minissérie |
| --- | --- |

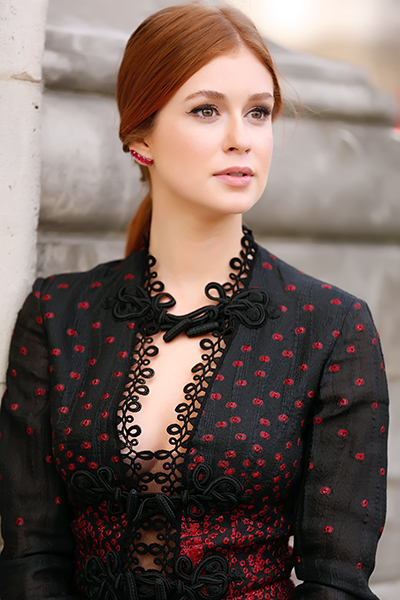
Marina Ruy Barbosa, Atriz de Novela

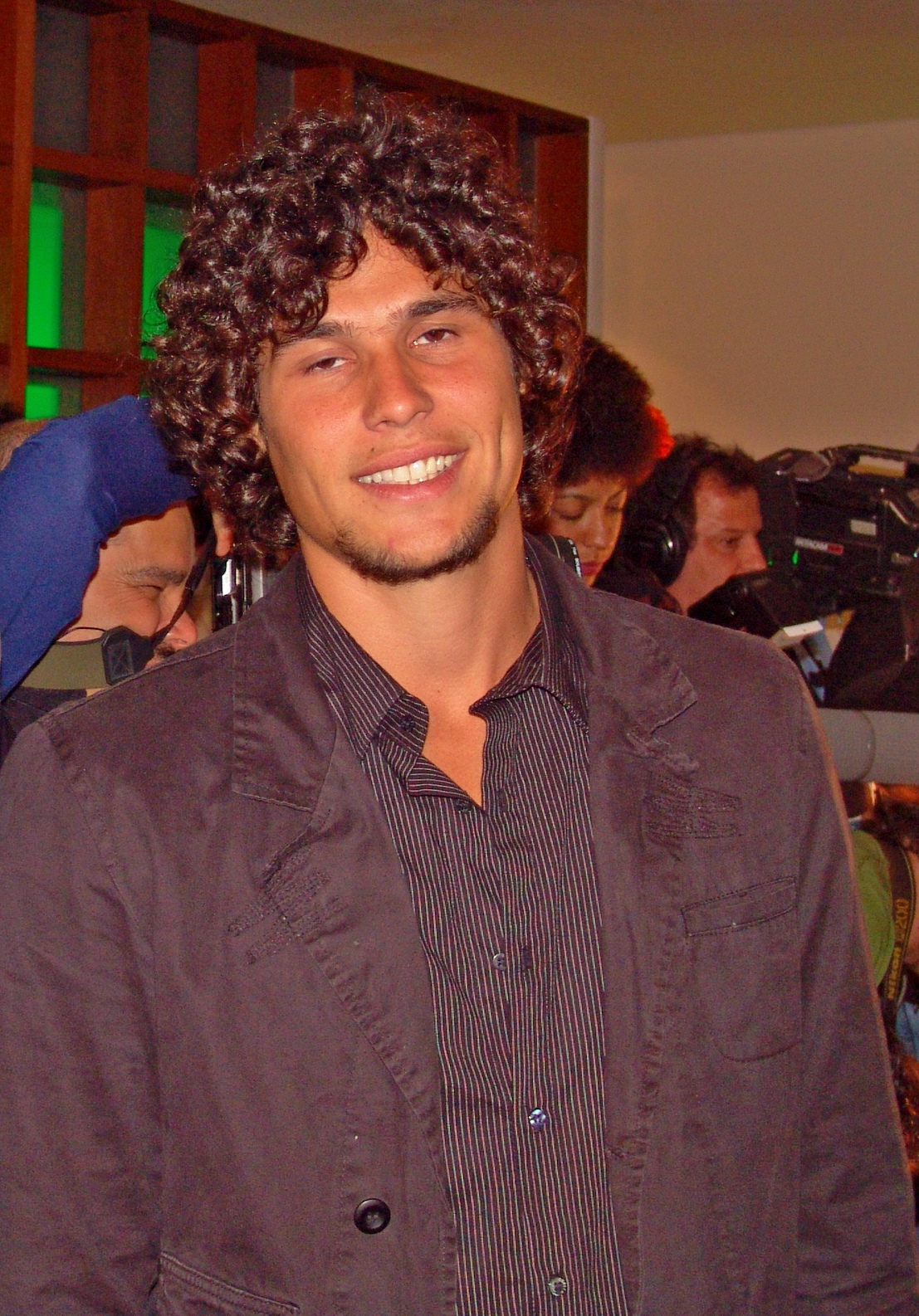
Dudu Azevedo, Ator de Novela

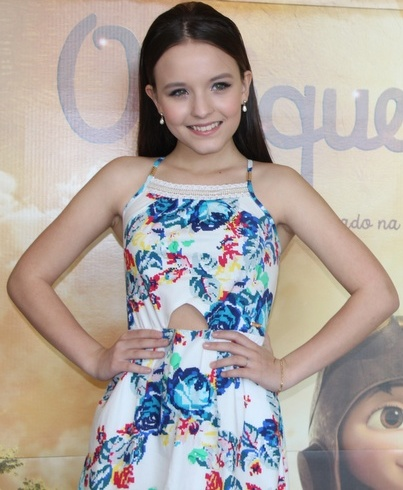
Larissa Manoela, Atriz Coadjuvante

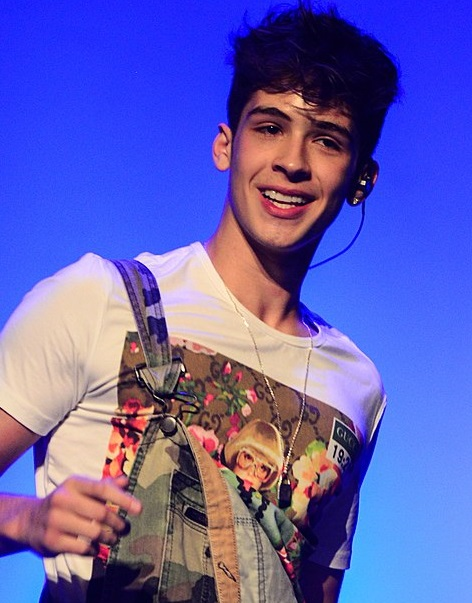
João Guilherme, Ator Coadjuvante

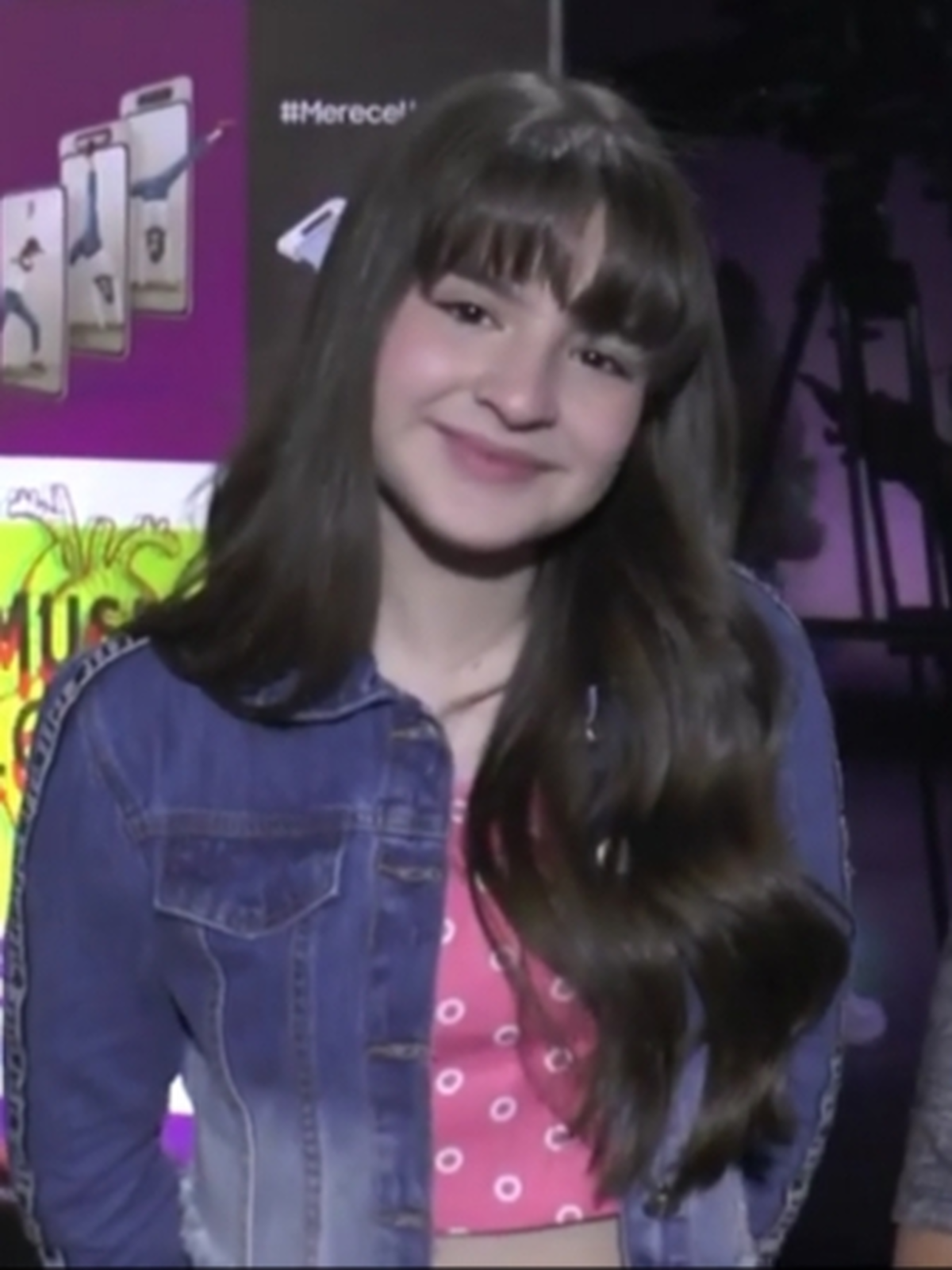
Sophia Valverde, Artista Mirim

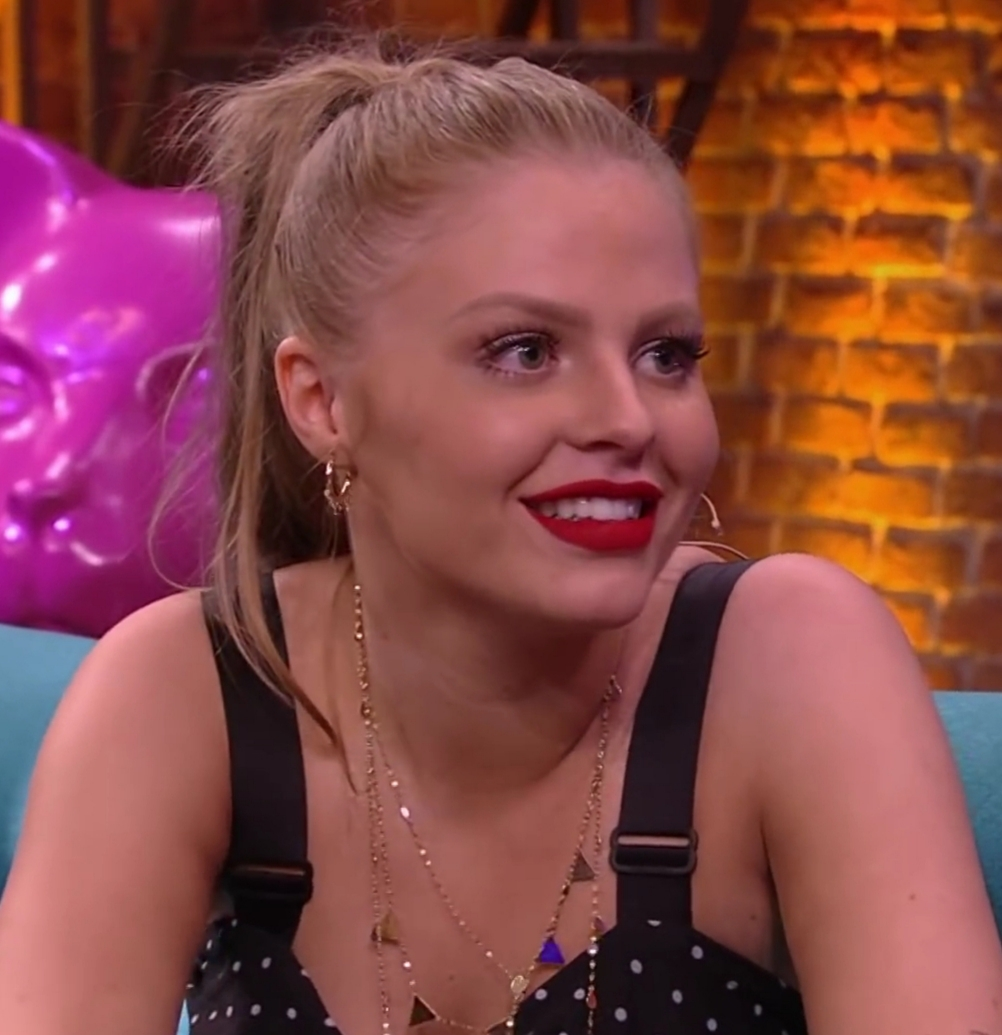
Luísa Sonza, Revelação Musical

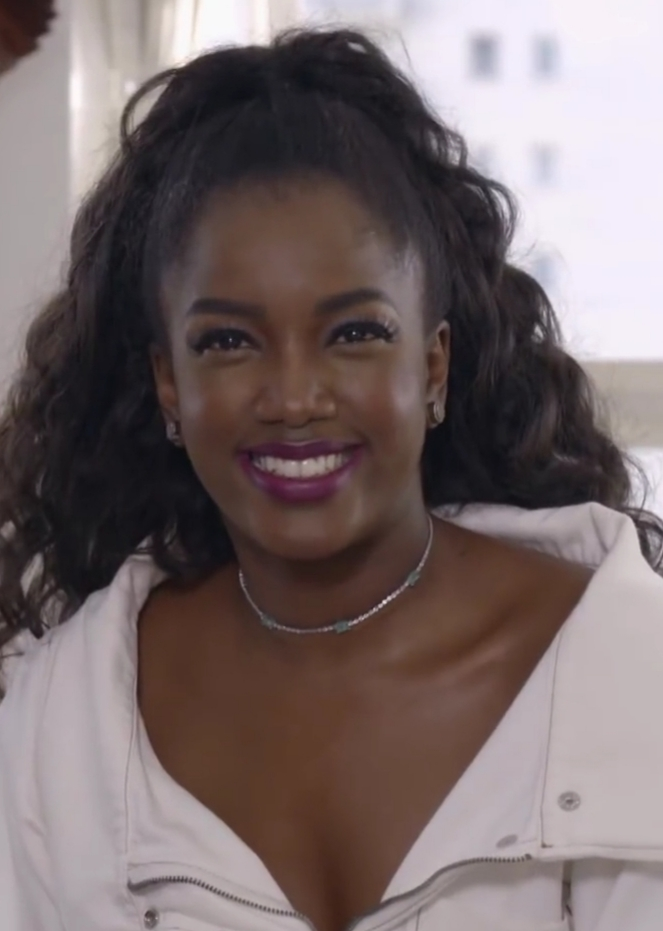
Iza, Cantora

| - As Aventuras de Poliana - (SBT) - Deus Salve o Rei - (TV Globo) - O Outro Lado do Paraíso - (TV Globo) - Jesus - (RecordTV) - Orgulho e Paixão - (TV Globo) - Segundo Sol - (TV Globo)                                                                  | - Mister Brau - (TV Globo) - Assédio - (Globoplay) - Carcereiros - (Globoplay) - Ilha de Ferro - (Globoplay) - Sob Pressão - (TV Globo) - Onde Nascem os Fortes - (TV Globo)                                                                     |
| Melhor Atriz | Melhor Ator |
| - Marina Ruy Barbosa - (Deus Salve o Rei) - Adriana Esteves - (Segundo Sol) - Bruna Marquezine - (Deus Salve o Rei) - Deborah Secco - (Segundo Sol) - Giovanna Antonelli - (Segundo Sol) - Mayana Moura - (Jesus)                                         | - Dudu Azevedo - (Jesus) - Emilio Dantas - (Segundo Sol) - Rômulo Estrela - (Deus Salve o Rei) - Thiago Lacerda - (Orgulho e Paixão) - Sérgio Guizé - (O Outro Lado do Paraíso) - Vladimir Brichta - (Segundo Sol)                               |
| Melhor Atriz Coadjuvante | Melhor Ator Coadjuvante |
| - Larissa Manoela - (As Aventuras de Poliana) - Cleo - (O Tempo Não Para) - Fabíula Nascimento - (Segundo Sol) - Giovanna Lancellotti - (Segundo Sol) - Leticia Colin - (Segundo Sol) - Nanda Costa - (Segundo Sol)                                       | - João Guilherme Ávila - (As Aventuras de Poliana) - Chay Suede - (Segundo Sol) - Danilo Mesquita - (Segundo Sol) - Fabrício Boliveira - (Segundo Sol) - Guilherme Winter - (Jesus) - Igor Rickli - (Apocalipse)                                 |
| Revelação do Ano | Melhor Artista Mirim |
| - Bella Piero - (O Outro Lado do Paraíso) - Bruno Montaleone - (O Outro Lado do Paraíso) - Claudia di Moura - (Segundo Sol) - Flávio Tolezani - (O Outro Lado do Paraíso) - Luis Lobianco - (Segundo Sol) - Anderson Tomazini - (O Outro Lado do Paraíso) | - Sophia Valverde - (As Aventuras de Poliana) - Davi Queiroz - (Segundo Sol) - Lorena Queiroz - (Carinha de Anjo) - Vitor Figueiredo - (O Outro Lado do Paraíso) - Sienna Belle - (Carinha de Anjo) - Letícia Braga - (Detetives do Prédio Azul) |
| Melhor Humorístico | Melhor Âncora |
| - A Praça é Nossa - (SBT) - Encrenca - (Rede TV) - Escolinha do Professor Raimundo - (TV Globo) - Tá no Ar: a TV na TV - (TV Globo) - Vai Que Cola - (Multishow) - Zorra - (TV Globo)                                                                     | - Ricardo Boechat - (Jornal da Band) - Dony De Nuccio - (Jornal Hoje) - Joyce Ribeiro - (Jornal da Cultura) - Renata Vasconcellos - (Jornal Nacional) - Sandra Annenberg - (Jornal Hoje) - William Bonner - (Jornal Nacional)                    |
| Revelação Musical | Melhor Música |
| - Luísa Sonza - Gloria Groove - Jojo Maronttinni - MC Loma - Melim - Yasmin Santos | - "Amor Falso" – Aldair Playboy (feat. Wesley Safadão e Kevinho) - "Fuleragem" – MC WM - "Largado às Traças" - Zé Neto & Cristiano - "O Sol" - Vitor Kley - "Propaganda" - Jorge & Mateus - "Que Tiro Foi Esse" - Jojo Maronttinni               |
| Melhor Cantora | Melhor Cantor |
| - Iza - Anitta - Ivete Sangalo - Marília Mendonça - Ludmilla - Sandy | - Wesley Safadão - Dilsinho - Ferrugem - Gusttavo Lima - Kevinho - Luan Santana |
| Melhor Dupla Sertaneja | Melhor Reality Show |
| - Simone & Simaria - Henrique & Juliano - Jorge & Mateus - Maiara & Maraísa - Matheus & Kauan - Zé Neto & Cristiano | - Bake Off Brasil: Mão na Massa - (SBT) - A Fazenda - (RecordTV) - Esquadrão da Moda - (SBT) - Big Brother Brasil - (TV Globo) - MasterChef Brasil - (Band) - Power Couple - (RecordTV)                                                          |
| Melhor Talent Show | Melhor Talk Show |
| - The Voice Kids - (TV Globo) - Canta Comigo - (RecordTV) - Dancing Brasil - (RecordTV) - Popstar - (TV Globo) - The Voice Brasil - (TV Globo) | - The Noite com Danilo Gentili - (SBT) - Conversa com Bial - (TV Globo) - Ferdinando Show- (Multishow) - Lady Night - (Multishow) - Luciana by Night - (RedeTV!) - Programa do Porchat- (RecordTV)                                               |
| Influencer do Ano | Melhor Programa Juvenil |
| - Carlinhos Maia - Nah Cardoso - Taciele Alcolea - Tirullipa - Thaynara OG - Whindersson Nunes | - Z4 - (SBT) - Bom Dia & Companhia - (SBT) - Detetives do Prédio Azul - (Gloob) |
| Melhor Programa da Tarde | Melhor Programa de Auditório |
| - A Tarde É Sua - (RedeTV!) - A Hora da Venenosa - (RecordTV) - Fofocalizando - (SBT) - Melhor da Tarde com Catia Fonseca - (Rede Bandeirantes) - Tricotando - (RedeTV!) - Vídeo Show - (TV Globo)                                                        | - Programa Silvio Santos - (SBT) - Altas Horas - (TV Globo) - Caldeirão do Huck- (TV Globo) - Domingão do Faustão - (TV Globo) - Hora do Faro - (RecordTV) - Eliana - (SBT)                                                                      |

### Outros
| Troféu Como é Bom Te Ver na TV |
| --- |
| - Laura Cardoso - (O Outro Lado do Paraíso) - Fernanda Montenegro - (O Outro Lado do Paraíso) - Lima Duarte - (O Outro Lado do Paraíso) - Marco Nanini - (Deus Salve o Rei) - Marieta Severo - (O Outro Lado do Paraíso) - Rosamaria Murtinho - (Deus Salve o Rei) |